# Richard Sherman (giocatore di football americano)
Richard Sherman (Compton, 30 marzo 1988) è un ex giocatore di football americano statunitense che ha militato gioca nel ruolo di cornerback nella National Football League (NFL). Fu scelto dai Seattle Seahawks nel corso del quinto giro del Draft NFL 2011. Sherman al college ha giocato sia come wide receiver che come cornerback a Stanford.
Sherman faceva parte della linea secondaria dei Seahawks divenuta nota come "Legion of Boom", un reparto che ha contribuito ai successi dei Seahawks con la migliore difesa sui passaggi della stagione 2013 e alla vittoria del primo Super Bowl della storia della franchigia nel febbraio 2014; il 43-8 sui Denver Broncos è stato il terzo più largo divario di punti della storia del Super Bowl. Nel maggio 2014, Sherman è diventato uno dei difensori più pagati della lega con un contratto da 57,5 milioni di dollari con i Seahawks, di cui 30 milioni garantiti.
La personalità estroversa di Sherman, la sua tendenza a compiere grandi giocate in momenti decisivi e i frequenti scontri verbali con gli avversari lo hanno reso una delle personalità più note e polarizzanti della NFL. Si è imposto all'attenzione nazionale in seguito all'intervista nell'immediato post-partita della drammatica vittoria dei Seahawks sui San Francisco 49ers nella finale della NFC 2013, in cui si autoproclamò "il miglior cornerback della lega", insultando il ricevitore di San Francisco Michael Crabtree, a cui aveva deviato il passaggio decisivo. Nel giugno 2014 è stato annunciato che Sherman sarebbe apparso nella copertina del videogioco Madden NFL 15.

## Carriera universitaria
Sherman iniziò la sua carriera a Stanford come wide receiver e guidò i Cardinal in ricezioni nella sua prima stagione nel 2005, venendo nominato come Freshman All-American. Ricevette 47 passaggi nelle due stagioni successive prima di subire un infortunio al ginocchio nella quarta gara del 2008. Dopo questo infortunio passò nel ruolo di cornerback e fece registrare 112 tackle nelle ultime annate, oltre a sei intercetti. Nel 2010 fece parte della squadra degli Stanford Cardinal che terminò con un record di 12-1, un primato scolastico.

## Carriera professionistica

### Seattle Seahawks

#### 2011
Sherman fu scelto come 154º assoluto dai Seattle Seahawks nel corso del quinto giro del Draft NFL 2011. Malgrado l'essere stato scelto così in basso nel draft, Sherman si impose come uno dei migliori cornerback della squadra nella sua stagione da rookie. Nella sua annata di debutto giocò tutte le 16 gare stagionali, dieci delle quali da titolare, mettendo a segno 55 tackle e 4 intercetti.

#### 2012
Il 9 settembre, nella gara di debutto della stagione 2012, Sherman mise a segno quattro tackle e un intercetto ai danni di John Skelton nella sconfitta contro gli Arizona Cardinals per 20-16. I Seahawks rimontarono 13 punti ai New England Patriots nella settimana 6 portandosi su un record di 4-2 con Sherman che mise a referto un fondamentale intercetto su Tom Brady.

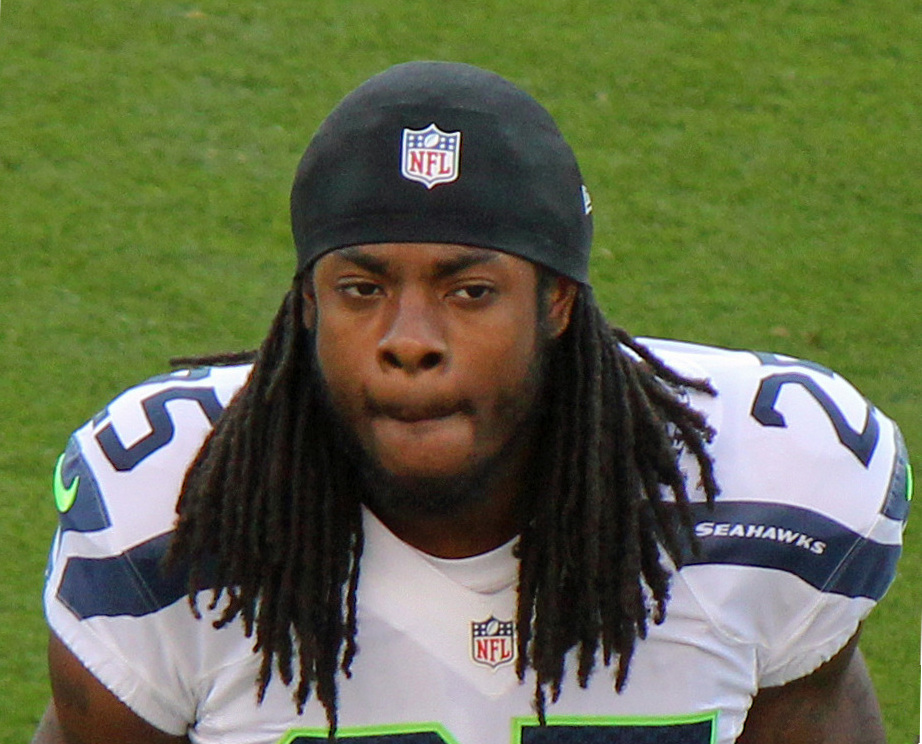
Sherman nel 2012.

Nella settimana 10 i Seahawks vinsero la quinta partita su cinque in casa superando facilmente i New York Jets: Sherman fu dominante con 3 tackle, un intercetto fondamentale su Mark Sanchez mentre i Jets si trovavano a un passo dalla end zone di Seattle e mettendo a segno il suo primo sack sempre su Sanchez che forzò un fumble poi recuperato dai Seahawks. Per questa prestazione, fu premiato come miglior difensore della settimana della NFC.
Nella settimana 14 Seattle ottenne una vittoria di proporzioni storiche battendo i Cardinals per 58-0 stabilendo il nuovo primato di franchigia di punti segnati. Sherman giocò una partita di alto livello mettendo a referto 2 intercetti, uno dei quali ritornato nel primo touchdown difensivo della stagione dei Seahawks, e recuperò un fumble. Due settimane dopo i Seahawks batterono i San Francisco 49ers ottenendo la qualificazione ai playoff. Sherman contribuì con 5 tackle, un intercetto e il secondo touchdown stagionale dopo il ritorno di un field goal di David Akers bloccato da Red Bryant. Dopo una stagione da protagonista assoluto, la mancata convocazione di Sherman per il Pro Bowl in favore di Patrick Peterson dei Cardinals fu la più grande sorpresa tra le selezioni per l'evento. Il giocatore fu probabilmente penalizzato per la sentenza pendente nei suoi confronti per l'abuso della sostanza vietata "Adderal", accusa da cui venne scagionato proprio il giorno successivo alle selezioni.

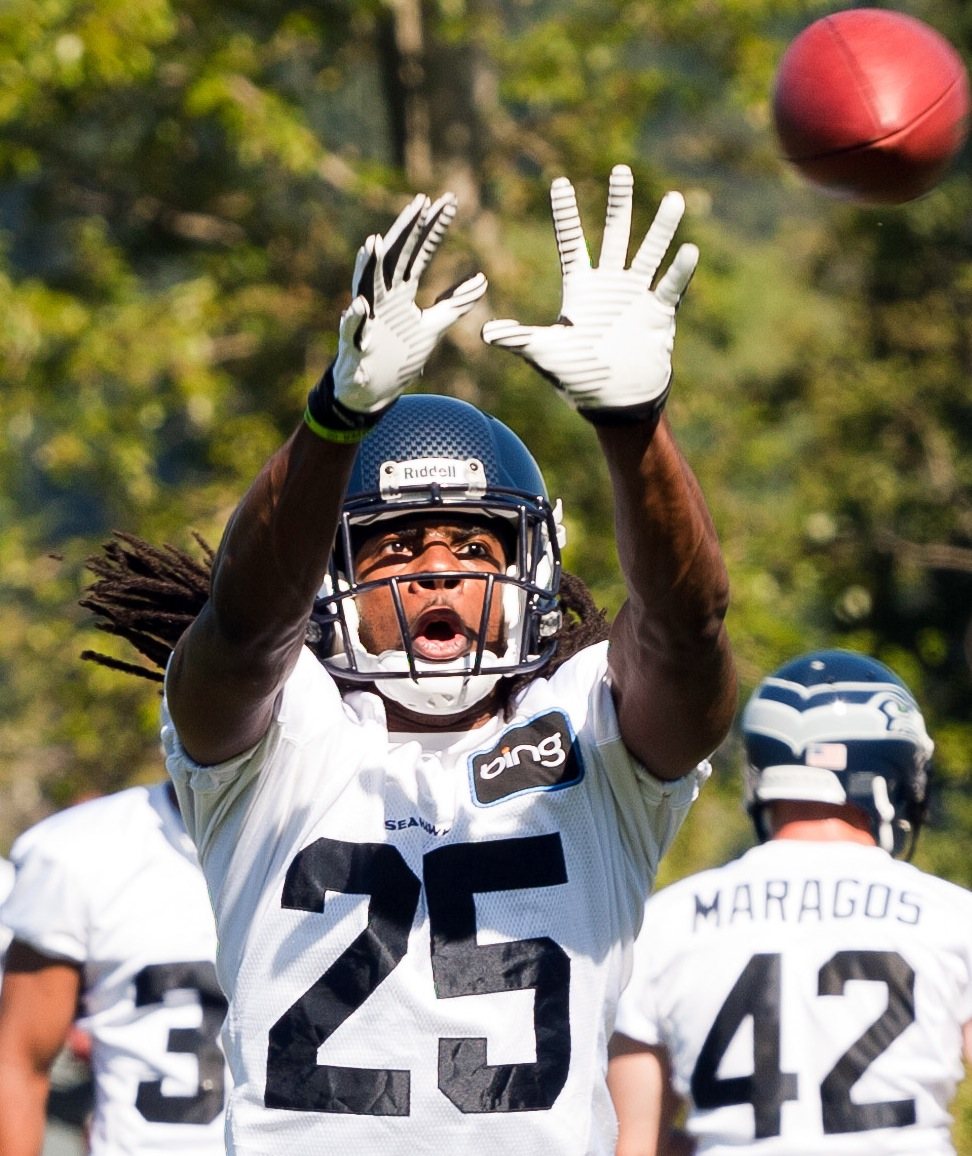
Sherman nel training camp 2013.

Nell'ultimo turno di campionato, i Seahawks batterono i Rams, concludendo l'annata come l'unica squadra della lega imbattuta in casa. Sherman mise a referto un altro intercetto su Sam Bradford. La sua stagione regolare si concluse guidando la NFL in passaggi deviati (32), al secondo posto negli intercetti con 8, oltre a 64 tackle, 1 sack, 3 fumble forzati e un touchdown. Il 12 gennaio 2013 fu inserito nel First-team All-Pro. A fine anno fu posizionato al numero 50 nella classifica dei migliori cento giocatori della stagione.

#### 2013
Il primo intercetto stagionale, Sherman lo mise a segno nella netta vittoria della settimana 2 contro i 49ers in una gara in cui limitò Anquan Boldin a una sola ricezione, pressandolo per tutta la partita. Per questa prestazione fu premiato per la seconda volta in carriera come miglior difensore della NFC della settimana. Nell'ultimo quarto della settimana 4 contro gli Houston Texans, con i Seahawks in svantaggio di 7 punti, Sherman intercettò il quarterback Matt Schaub, ritornando il pallone per 58 yard in touchdown, pareggiando la gara che poi Seattle vinse ai supplementari. Per queste prestazioni, Sherman fu premiato come miglior difensore della NFC del mese di settembre, il primo cornerback della storia dei Seahawks ad aggiudicarsi tale riconoscimento.

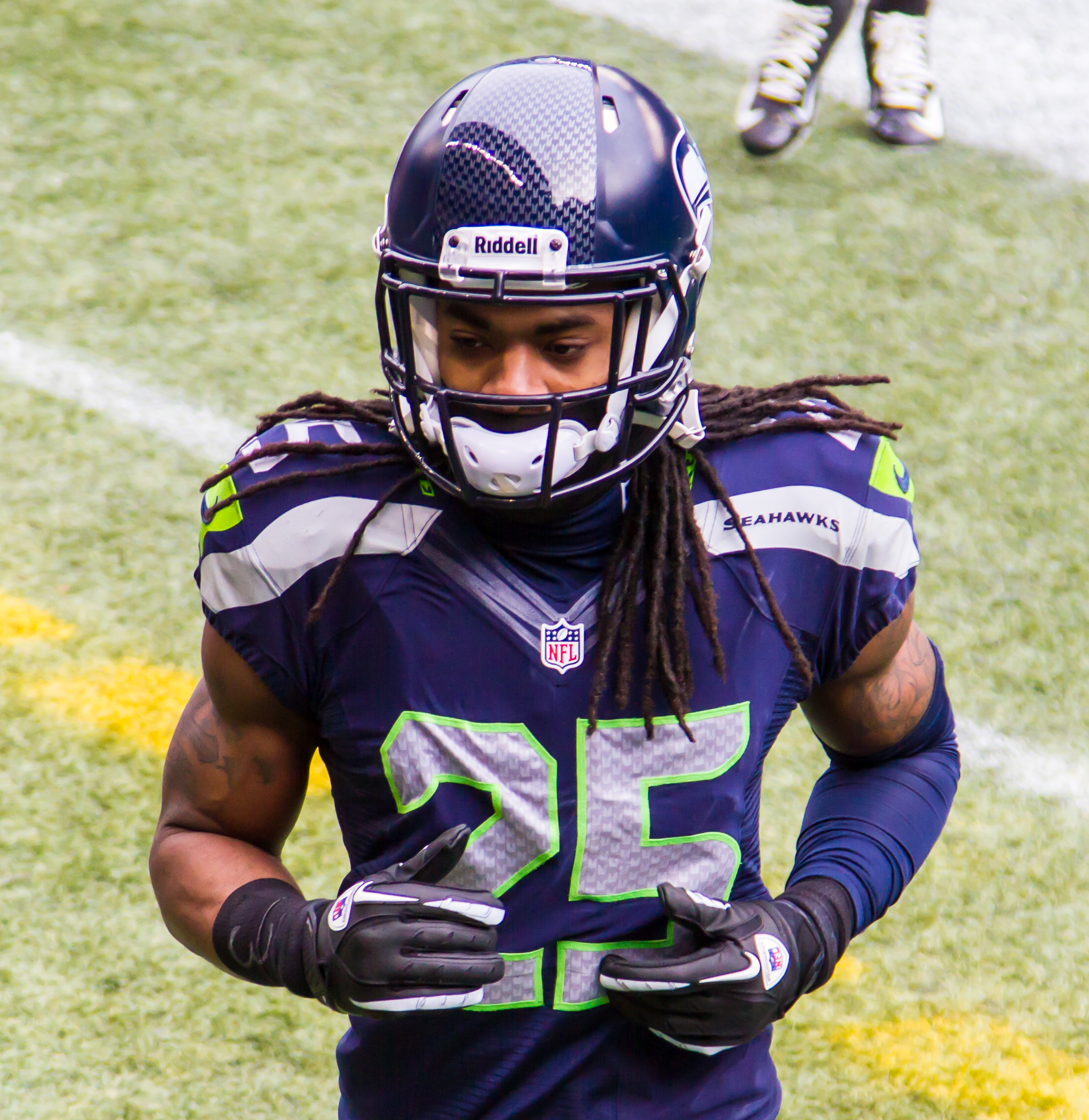
Richard Sherman il 29 dicembre 2013.

Il terzo intercetto del 2013, Sherman lo mise a referto nella vittoria della settimana 6 sui Tennessee Titans. La settimana successiva i Seahawks partirono per la prima volta nella loro storia con un record di 6-1: Sherman trascinò la difesa con 7 tackle e 2 passaggi deviati, tenendo Larry Fitzgerald a due sole ricezioni per 17 yard. Nel Monday Night Football successivo fece registrare il quarto intercetto del 2013 su Kellen Clemens dei Rams.
Nella settimana 15, i Seahawks batterono 23-0 i New York Giants al MetLife Stadium, la prima volta che la franchigia avversaria non riuscì a segnare alcun punto in casa dal settembre 1995. Sherman concluse la gara con 2 intercetti su Eli Manning e contribuì a un terzo quando deviò un passaggio nella propria end zone che fu agguantato da Earl Thomas. Per questa prova fu premiato per la seconda volta in stagione come miglior difensore della NFC della settimana. La domenica successiva mise a segno altri due intercetti contro i Cardinals ma ciò non fu sufficiente a Seattle per evitare la prima sconfitta interna dopo due anni di imbattibilità. Nell'ultima gara della stagione i Seahawks batterono i Rams in casa terminando con un record di 13 vittorie e 3 sconfitte, il migliore della storia della franchigia a pari merito con quello del 2005, assicurandosi il primo posto nel tabellone della NFC e la possibilità di qualificarsi direttamente al secondo turno dei playoff. Sherman concluse la stagione regolare guidando la NFL con 8 intercetti, venendo premiato con la prima convocazione al Pro Bowl in carriera e inserito nuovamente nel First-team All-Pro.

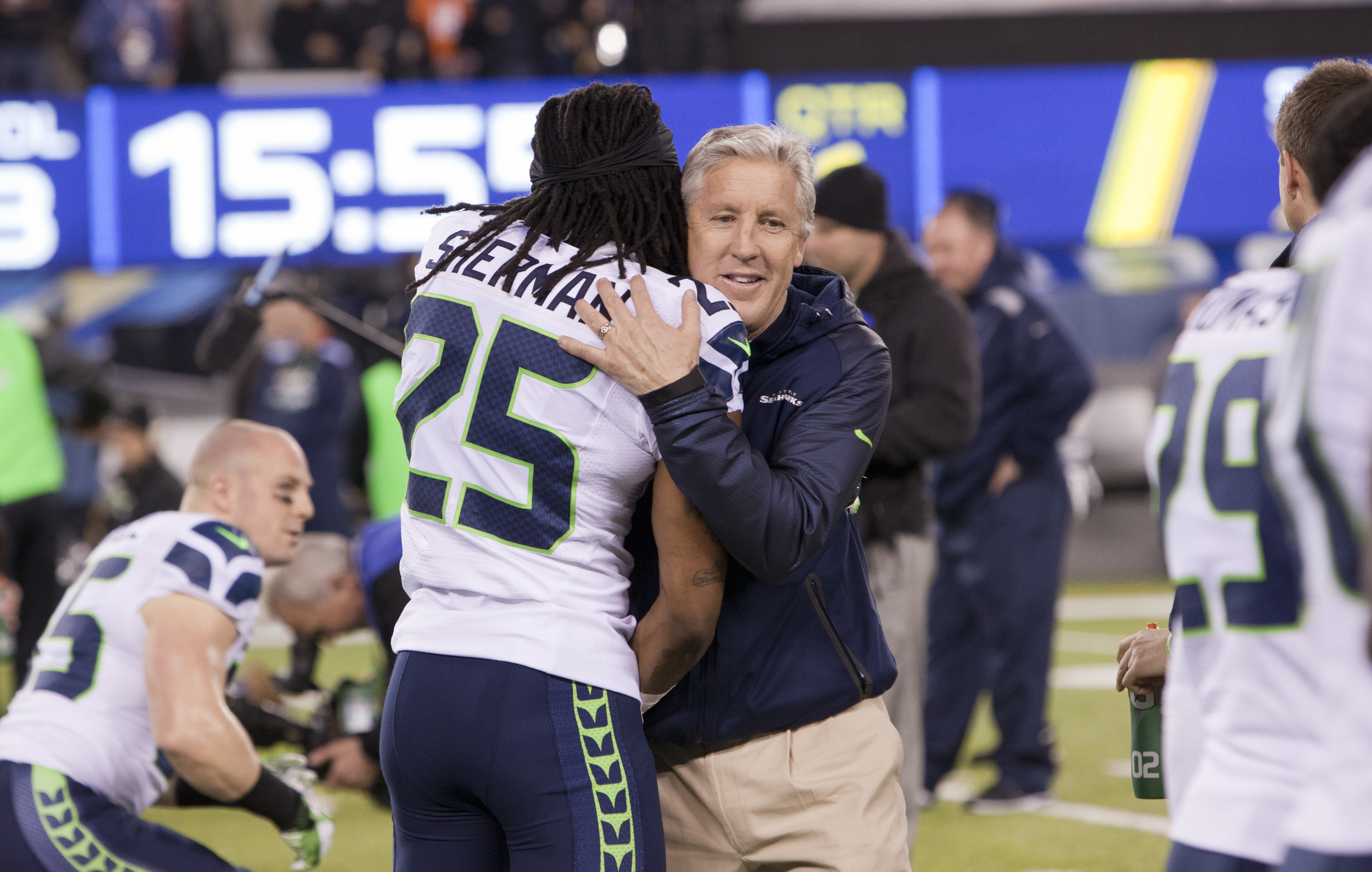
Un abbraccio tra Sherman e Pete Carroll nel Super Bowl XLVIII.

Il 19 gennaio 2014, nella finale della NFC, i Seahawks in casa batterono gli odiati rivali di division dei 49ers qualificandosi per il secondo Super Bowl della loro storia. Sherman fu decisivo nel finale di gara quando, a 30 secondi dal termine con la sua squadra in vantaggio di sei punti, all'interno della end zone deviò il passaggio del possibile touchdown della vittoria di San Francisco, con il pallone che venne poi intercettato dal collega Malcolm Smith che sigillò la vittoria della sua squadra. A fine gara generò delle controversie quando, a pochi secondi dalla termine del match, intervistato dalla giornalista Erin Andrews, si lanciò in un'infuocata dichiarazione proclamandosi il miglior cornerback della lega e scagliandosi verbalmente contro Michael Crabtree.
Il 2 febbraio 2014, nel Super Bowl XLVIII contro i Denver Broncos, Seattle dominò dall'inizio alla fine della partita, vincendo per 43-8. Sherman si laureò campione NFL mettendo a segno 3 tackle in una gara in cui la difesa di Seattle annullò l'attacco dei Broncos che nella stagione regolare aveva stabilito il record NFL per il maggior numero di punti segnati.
A fine anno, Sherman fu votato al 7º posto nella NFL Top 100 dai suoi colleghi, il primo difensore in classifica.

#### 2014

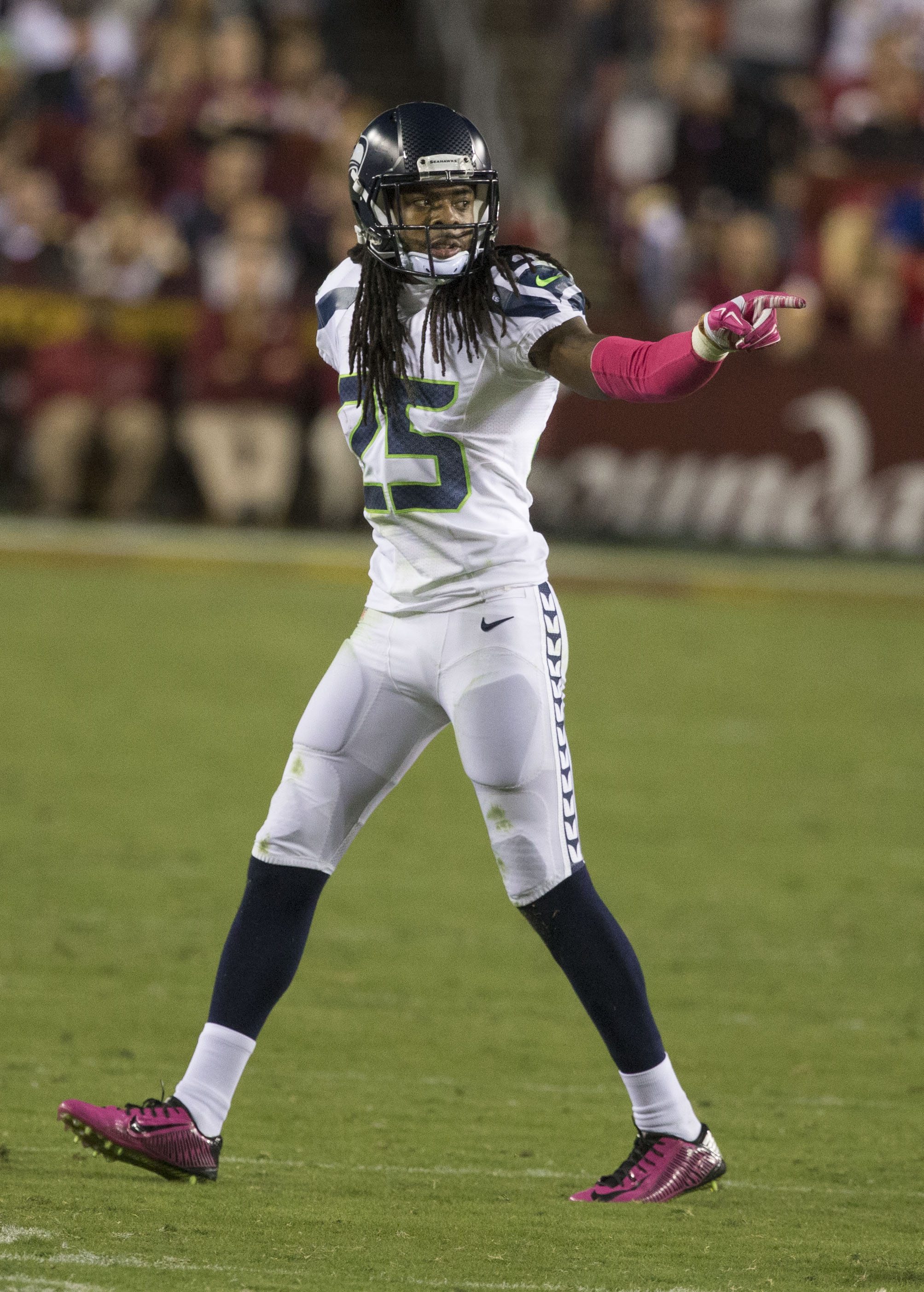
Sherman contro i Redskins nel 2014.

Il 7 maggio 2014, Sherman firmò coi Seahawks un prolungamento contrattuale di quattro anni per un valore di 57,4 milioni di dollari, inclusi 40 milioni garantiti, che lo rese il cornerback più pagato della lega fino a che non fu superato tre mesi dopo da Patrick Peterson dei Cardinals. Il primo intercetto stagionale lo fece registrare nella settimana 9, oltre a forzare un fumble, ai danni del rookie Derek Carr dei Raiders nella vittoria casalinga. Il 27 novembre, nella gara del Giorno del Ringraziamento, i Seahawks interruppero una striscia di cinque sconfitte consecutive in casa dei 49ers, ottenendo la prima vittoria esterna sui rivali di division dal 2010. Sherman disputò la miglior prova stagionale mettendo a segno 2 intercetti e 2 passaggi deviati su Kaepernick, venendo premiato come difensore della NFC della settimana, l'unico giocatore ad essersi aggiudicato tale premio in ognuno degli ultimi tre anni.
Nel penultimo turno della stagione i Seahawks affrontarono i Cardinals allo University of Phoenix Stadium con in palio il titolo di division. Sherman, nella sfida diretta contro Patrick Peterson, contribuì alla netta vittoria per 35-6 con 4 tackle, un intercetto ritornato per 53 yard e un passaggio deviato. La sua stagione regolare si chiuse con 57 tackle e 4 intercetti, venendo convocato per il secondo Pro Bowl in carriera, inserito nel First-team All-Pro e votato all'11º posto nella NFL Top 100.

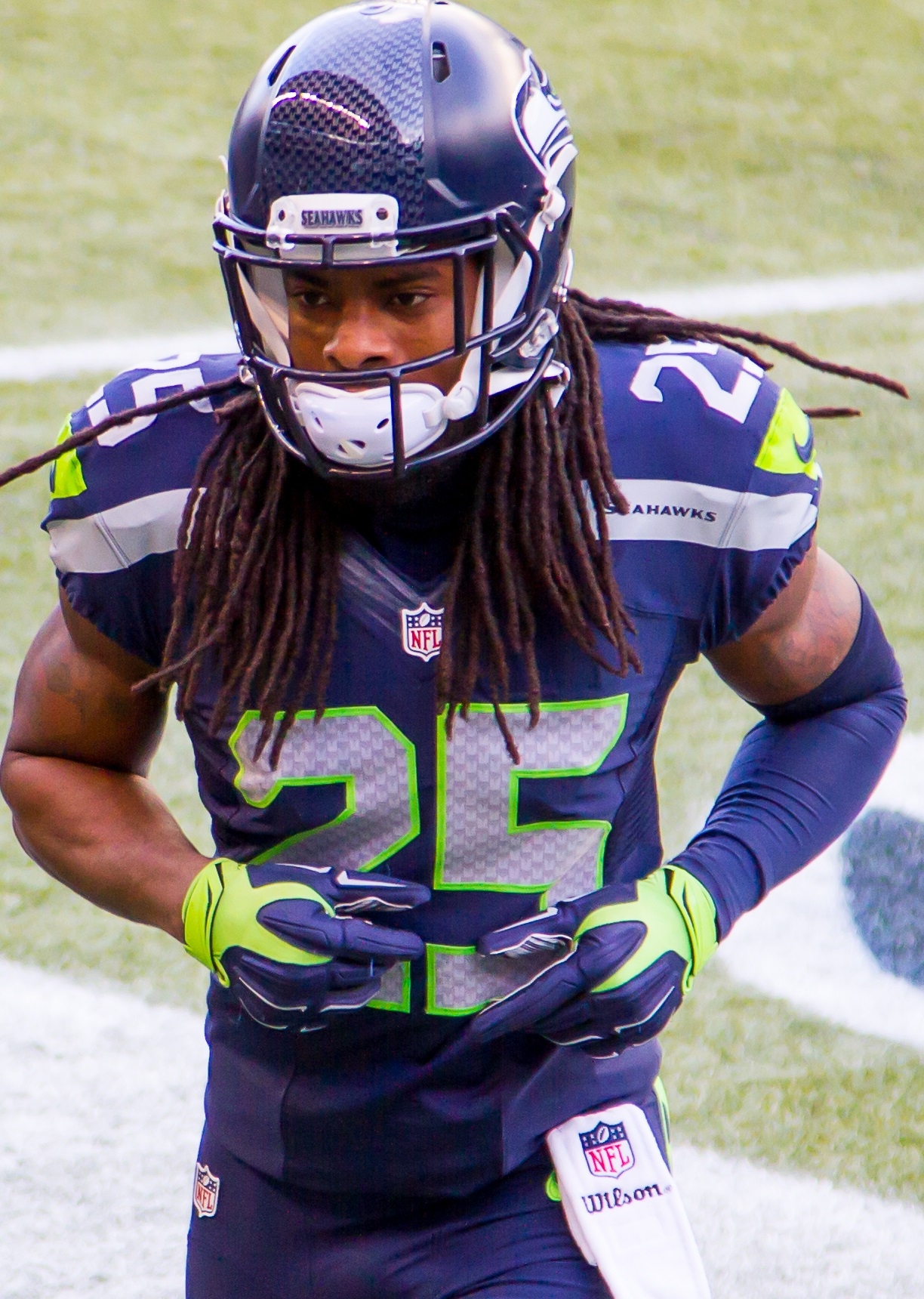
Sherman nella pre-stagione 2015

Il 10 gennaio 2015. nel secondo turno di playoff, Seattle ospitò i Panthers battendoli per 31-17 e qualificandosi per la finale della NFC, con Sherman che mise a segno un intercetto a inizio gara su Cam Newton. Otto giorni dopo intercettò ancora a inizio gara Aaron Rodgers mentre i Seahawks vinsero ai supplementari, qualificandosi per il secondo Super Bowl consecutivo (perso poi contro i Patriots), in una gara che il cornerback terminò visibilmente dolorante al gomito per uno scontro di gioco avvenuto nel secondo tempo col compagno Chancellor.

#### 2015
Sherman non fece registrare alcun intercetto nella prima metà della stagione, ma disputò una delle sue migliori gare nell'ottavo turno in marcatura su Dez Bryant dei Cowboys, limitandolo a 2 ricezioni per 12 yard, con 4 passaggi deviati e un placcaggio che gli fece perdere 3 yard in una delle due ricezioni. Il primo intercetto del 2015 lo mise a segno nella settimana 12 su Ben Roethlisberger nella vittoria sugli Steelers, chiudendo una striscia di 12 gare senza averne fatto registrare alcuno. Il secondo fu due settimane dopo su Jimmy Clausen dei Baltimore Ravens. Il 27 dicembre, prima dell'ultima gara stagionale in casa, Sherman fu premiato con lo Steve Largent Award come membro dell'anno della squadra che ha incarnato meglio "lo spirito, la dedizione e l'integrità dell'ex wide receiver dei Seahawks Steve Largent". A fine anno, fu convocato per il terzo Pro Bowl consecutivo e inserito nel Second-team All-Pro dopo avere messo a segno 50 tackle, 2 intercetti e guidato la squadra con 14 passaggi deviati. I Seahawks per il quarto anno consecutivo terminarono con la miglior difesa della NFL, un fatto mai accaduto prima dalla fusione AFL-NFL del 1970.

#### 2016
Il 20 novembre 2016, con un intercetto su Carson Wentz dei Philadelphia Eagles, il quarto stagionale, Sherman raggiunse quota 30 in carriera. A fine stagione fu convocato per il suo quarto Pro Bowl, dove intercettò un passaggio di Andy Dalton nel secondo quarto. I Seahawks vinsero la propria division e batterono nei playoff i Detroit Lions, prima di venire eliminati dagli Atlanta Falcons. A fine anno fu rivelato che Sherman giocò per tutta la seconda parte della stagione con un infortunio a un legamento mediale collaterale che ne condizionò le prestazioni.

#### 2017
Gli unici due intercetti della stagione 2017, Sherman li fece registrare nella settimana 8 sul rookie dei Texans Deshaun Watson nella vittoria in rimonta di Seattle per 41-38. La sua annata terminò quattro giorni dopo a causa della rottura del tendine d'Achille in uno scontro col ricevitore John Brown nella gara del giovedì contro gli Arizona Cardinals.
Il 9 marzo 2018, Sherman fu svincolato dopo sette stagioni con i Seahawks.

### San Francisco 49ers

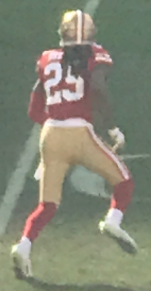
Sherman nel 2018 con i 49ers

Il 10 marzo 2018, Sherman firmò un contratto triennale del valore di 39 milioni di dollari con i San Francisco 49ers. Nell'ottavo turno mise a segno il primo sack dal 2012 nella sconfitta con gli Arizona Cardinals. Il 2 dicembre fece per la prima volta ritorno a Seattle come avversario ma i 49ers uscirono pesantemente sconfitti per 43-16 dai Seahawks e Sherman non incise pur disputando tutti gli snap difensivi tranne uno.
Nella settimana 1 della stagione 2019 contro i Tampa Bay Buccaneers, Sherman intercettò Jameis Winston ritornando il pallone per 37 yard in touchdown nella vittoria per 31-17. Fu il suo primo intercetto come membro dei 49ers. Nella settimana 5 contro i Cleveland Browns, Sherman intercettò Baker Mayfield nella vittoria per 31-3. A fine stagione fu convocato per il suo quinto Pro Bowl, la prima selezione con San Francisco, e inserito nel Second-team All-Pro dopo avere messo a segno 61 tackle (il suo massimo dal 2012) e 3 intercetti. Nella finale della NFC fece registrare un intercetto su Aaron Rodgers nella vittoria sui Packers che lo qualificò per il terzo Super Bowl della carriera. Il 2 febbraio 2020 partì come titolare nel Super Bowl LIV contro i Kansas City Chiefs in cui non giocò bene in copertura, concedendo la ricezione agli avversari in tutte e 7 le volte in cui fu chiamato in causa e un passer rating perfetto. I 49ers furono sconfitti per 31-20.
Dopo la partita della settimana 1 della stagione 2020, il 16 settembre Sherman fu inserito in lista infortunati per un problema a un polpaccio. Tornò in campo nella settimana 12 facendo registrare un intercetto su Jared Goff nella vittoria sui Rams.

### Tampa Bay Buccaneers
Il 29 settembre 2021 Sherman firmò con i Tampa Bay Buccaneers un contratto di un anno.

## Palmarès

### Franchigia
- Super Bowl : 1

Seattle Seahawks: Super Bowl XLVIII
- National Football Conference Championship: 3

Seattle Seahawks: 2013, 2014
San Francisco 49ers: 2019

### Individuale
- Convocazioni al Pro Bowl: 5

2013, 2014, 2015, 2016, 2019
- First-team All-Pro: 3

2012, 2013, 2014
- Second-team All-Pro: 2

2015, 2019
- Leader della NFL in intercetti: 1

2013
- Difensore dell'anno della NFC: 1

2014
- Difensore del mese della NFC: 1

settembre 2013
- Difensore della settimana della NFC: 4

4ª del 2012, 2ª e 15ª del 2013, 13ª del 2014
- PFWA All-Rookie Team - 2011
- Steve Largent Award: 1

2015
- Formazione ideale della NFL degli anni 2010
- 50 migliori giocatori del 50º anniversario dei Seahawks

## Statistiche
| 2011   | Seattle | 16  | 10 | 55  | 47  | 8  | 0,0 | 0  | 17 | 4   | 45   | 11,2 | 33 | 0 | 1 |
| 2012   | Seattle | 16  | 16 | 64  | 53  | 11 | 1,0 | 0  | 24 | 8   | 57   | 7,1  | 29 | 1 | 3 |
| 2013   | Seattle | 16  | 16 | 49  | 38  | 11 | 0,0 | 0  | 16 | 8   | 125  | 15,6 | 58 | 1 | 0 |
| 2014   | Seattle | 16  | 16 | 57  | 45  | 12 | 0,0 | 0  | 8  | 4   | 81   | 20.2 | 53 | 0 | 1 |
| 2015   | Seattle | 16  | 16 | 50  | 33  | 17 | 0,0 | 0  | 14 | 2   | 30   | 15,0 | 26 | 0 | 0 |
| 2016   | Seattle | 16  | 16 | 58  | 38  | 20 | 0,0 | 0  | 13 | 4   | 37   | 9,2  | 31 | 0 | 0 |
| 2017   | Seattle | 9   | 9  | 35  | 25  | 10 | 0,0 | 7  | 2  | 20  | 10,0 | 19   | 0  | 0 | 1 |
| Totale | Totale  | 105 | 99 | 367 | 279 | 88 | 1,0 | 99 | 32 | 395 | 12,3 | 58T  | 2  | 5 | 5 |